# Melissodes perpolita
Melissodes perpolita là một loài Hymenoptera trong họ Apidae. Loài này được LaBerge mô tả khoa học năm 1961.